# Kunstschränke aus der Manufaktur David Roentgen

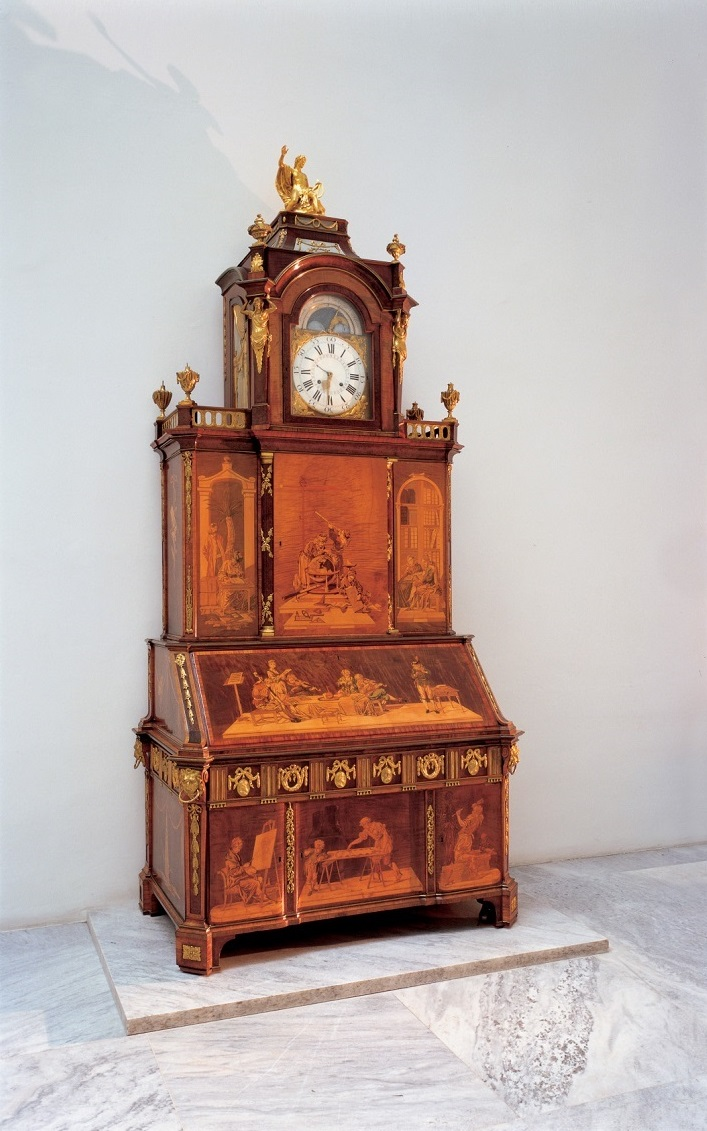
David Roentgen, Kabinett- und Kunstschrank mit Stutzuhr und Spielwerken für den Gouverneur der österreichischen Niederlande, 1775–1776; Museum für angewandte Kunst Wien

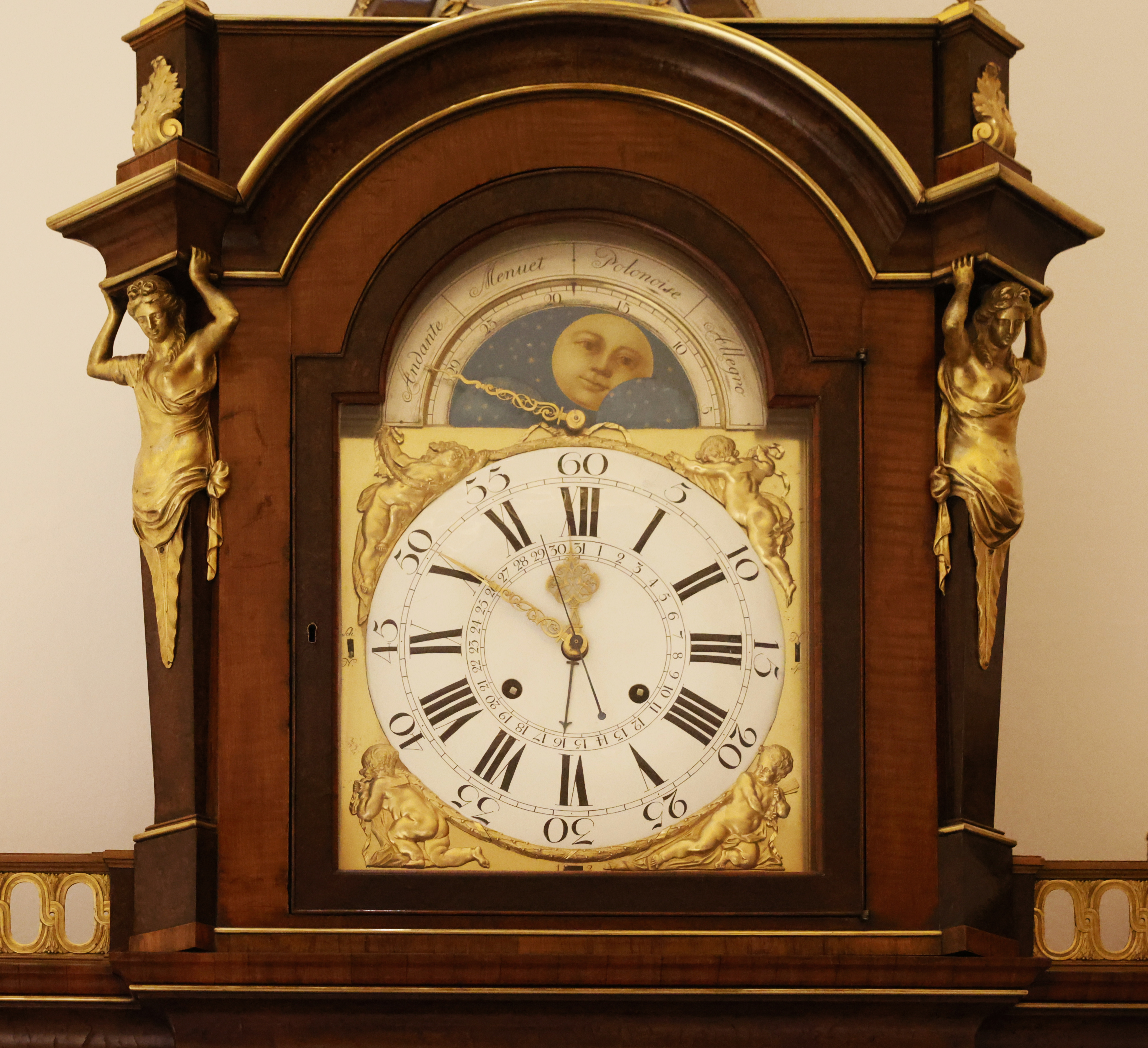
Peter Kinzing, Stutzuhr über dem Kabinett- und Kunstschrank von David Roentgen für den Gouverneur der österreichische Niederlande 1775–1776; Museum für angewandte Kunst Wien.

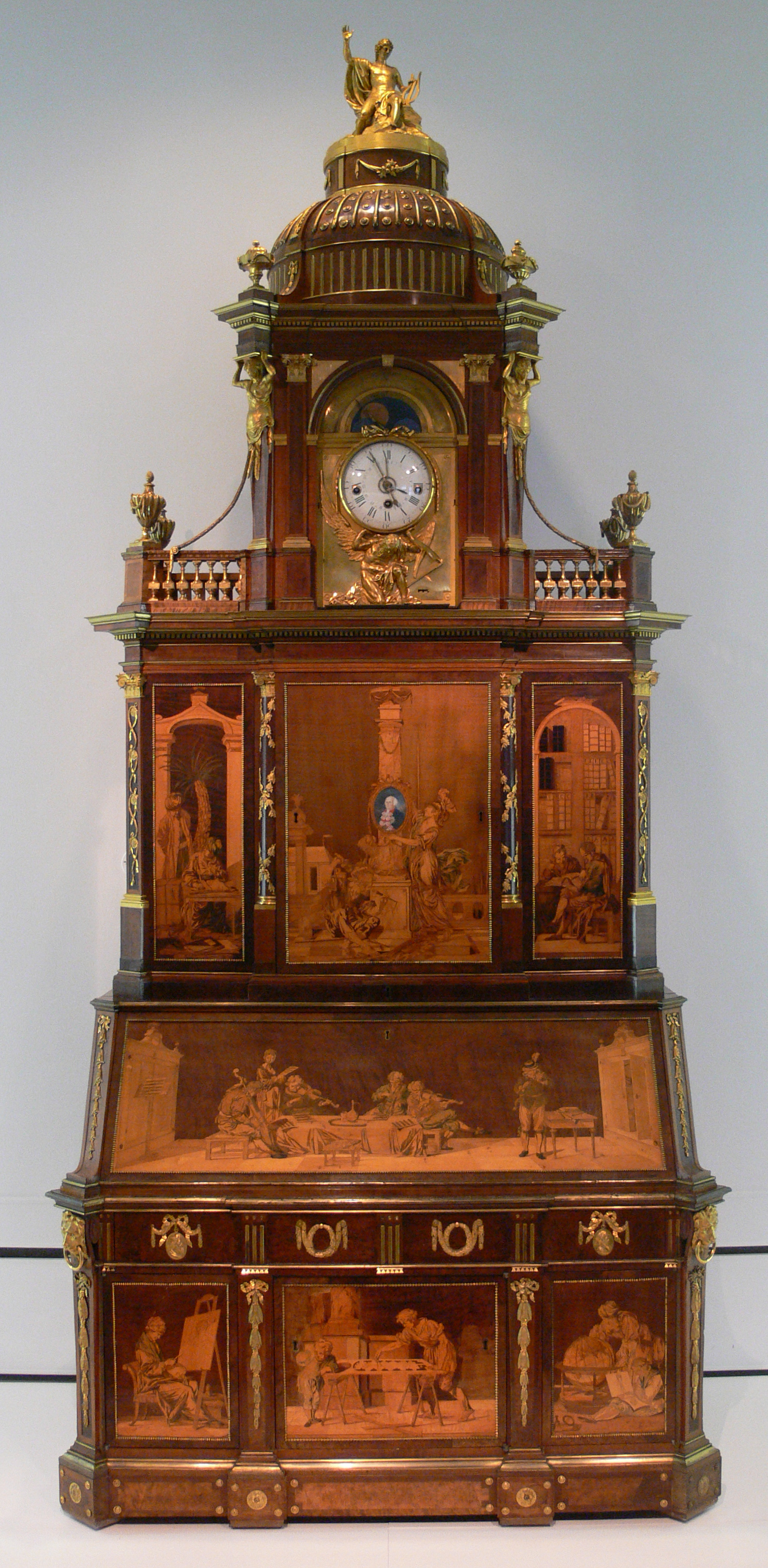
David Roentgen, „Neuwieder Kabinett“ Kabinett- und Kunstschrank 1779 für Friedrich Wilhelm II., ab 1786 König von Preußen, Kunstgewerbemuseum Berlin

Die Kunstschränke aus der Manufaktur David Roentgens in Neuwied stellen einen Höhepunkt deutscher Möbelkunst des 18. Jahrhunderts dar. Heute sind sie in Schausammlungen führender Museen in Österreich und Deutschland zu sehen. In der Reihenfolge ihrer Entstehung, handelt es sich um:
- den Kunst- und Kabinettschrank von David Roentgen (1776) im österreichischen Museum für angewandte Kunst Wien,[1]
- den vormaligen Versailler Schreibschrank (1778/1779), in Teilen erhalten im Bayerischen Nationalmuseum München,[2][3]
- das Neuwieder Kabinett (1779) im Kunstgewerbemuseum Berlin.[4]

## Einführung
In Hinsicht auf Konzeptualisierung und Finanzierung ist bemerkenswert, dass es sich nicht um Auftragswerke handelt. Vielmehr wurden die Kunstschränke mit vollem Risiko und auf eigene Initiative des Manufakturleiters zwischen 1773 und 1779 hergestellt. Arbeitsteilung und hohe Spezialisierungen waren ein Kennzeichen der Manufaktur Roentgens, das bei der Produktion der Kunstschränke besonders zum Tragen kam. Wichtigste Mitarbeiter waren der Mechaniker und Werkstattleiter Michael Krause, der Marketerie-Künstler Johann Michael Rummer und der Uhrmacher Peter Kinzing. In engem und anhaltendem Austausch mit den Adressaten wurden die Repräsentationsmöbel später personalisiert und bisweilen verändert.
Die drei Kunstschränke folgen denselben Konstruktionsprinzipien. In Ausführung und Qualität des Dekors unterscheiden sie sich jedoch leicht und überraschten schon die Zeitgenossen in der Kunstfertigkeit ihrer handwerklichen wie technologischen Herstellung: Ein Uhrwerk, verschiedene Spielwerke und hervorragende Marketerien, wie Dekorwerk aus Bronze, prägen ihr unverwechselbares Erscheinungsbild.
Diplomatisch geschickt wusste der Ebenist David Roentgen seine exquisite Möbelkunst an europäische Höfe zu vermitteln. Im Zuge längerer Aufenthalte nährte er das Vergnügen an raffinierten Automaten und konnte kurzfristig einen entsprechenden Luxusmarkt etablieren. Mit den Kunstschränken gelang es ihm, die Fundamente seiner internationalen Karriere zu legen. Die Innovationsleistungen, die in seinen Kreationen Form fanden, setzten neue Maßstäbe.
Später fand die Möbelkunst David Roentgens auch in einer Kunstgeschichtsschreibung Widerhall, die Objekte des Kunstgewerbes und ihre Hersteller gewöhnlich kaum berücksichtigte. Als „kunstvolle Meisterstücke seiner Art“ nahm etwa Jacob von Falke 1888 die Schränke in den Kanon seiner Geschichte des deutschen Kunstgewerbes auf.
Die Möglichkeiten filmischer Wiedergaben ihrer Spielwerke und mechanischen Automatismen verschafften den Kunstmöbeln in den ersten Jahrzehnten des 21. Jahrhunderts erneut größere Aufmerksamkeit.

## Geschichte
Quellengestützte Grundlagenforschung zur Geschichte der drei Kunstschränke haben Josef Maria Greber, Dietrich Fabian, und Achim Stiegel geleistet.
Der sogenannte „Kunstschrank“ von David Roentgen, heute im österreichischen Museum für angewandte Kunst Wien, ist der erste in der Reihe.
Der Neuwieder Unternehmer entwickelte das Möbel für und mit dem leidenschaftlichen Prinzen Karl Alexander von Lothringen (1712–1780). Seit 1744 bekleidete dieser das Amt des Statthalters der österreichischen Niederlande in Brüssel. Durch seine dynastischen Verbindungen war er auf dem Parkett europäischer Höfe gut vernetzt: Sein Bruder, Franz I. Stephan, residierte am Kaiserhof in Wien, seine Nichte, Marie-Antoinette von Österreich-Lothringen, am Königshof in Versailles. Auf seinen Schultern lastete der Anspruch angemessener Repräsentation, zumal er mit einer jüngeren Schwester der Kaiserin Maria Theresia verheiratet war.
Es gibt also Gründe, weshalb der Statthalter seit Beginn der siebziger Jahren Kontakt zu der international renommierten Manufaktur in Neuwied suchte. Der Kunstschrank sollte sein privates Brüsseler Schreibkabinett schmücken. 1776 wurde er geliefert. Darüber hinaus bezog Karl Alexander von David Roentgen weitere Möbel für seine Residenz, insgesamt 15 Stücke, darunter zwei Spieltische (1775) wie die großen Marketerietafeln (1778/1779) für das Audienzzimmer. Das glückende Zusammenspiel beider mündete in der Verleihung des Titels eines „artiste-ébéniste et machiniste du prince“ an David Roentgen, dem später prestigeträchtigere Titel folgen sollten.
Varianten des prototypischen Brüsseler Schrankmodells gingen in den Folgejahren 1778/1779 zum einen nach Versailles, an Ludwig XVI. (1754–1793), König von Frankreich und seine Gemahlin, Marie Antoinette (1755–1793). Nach vergeblichen Ankaufgesuchen an den ranghöheren habsburgischen Höfen in Madrid und Wien, hatte Roentgen als nächstes entscheidenden Erfolg in Berlin bei Friedrich Wilhelm II. (1744–1797), dem späteren König von Preußen und seiner Gemahlin Friederike Luise (1701–1805). Zum Zeitpunkt der Erwerbung war dieser jedoch noch Kronprinz.
In der Preisgestaltung spiegeln sich sowohl das wachsende Ansehen Roentgens, eine zunehmend luxuriöse Prachtgestaltung, wie auch die finanzielle Potenz der Käufer. Während der Brüsseler Statthalter den Schrank für 8.200 Gulden erwerben konnte, stellte Roentgen dem französischen König 26.500 Gulden und dem Berliner Kronprinzen 21.500 Gulden in Rechnung. Über die Buchführung des Unternehmers, das Tagebuch des Statthalters, wie die Berichterstattung der Höfe sind wir gut über die Vorgänge einer arbeitsteiligen Herstellung, den aufwändigen Transport, aber auch Zoll- und Verkaufsverhandlungen, wie Wartungsverträge und das Nachleben der Schränke informiert.
- Der Brüsseler Schrank kam aufgrund des Erbweges mit den Spieltischen und den großen Marketerietafeln nach Wien, wurde dort zunächst im Polytechnikum untergebracht und 1872 für das neu gegründete Museum für angewandte Kunst Wien erworben. Bildquellen dokumentieren Aufstellungen in verschiedenen Museums-Räumen und kuratierten Ensembles.[12] Infolge einer Auslagerung in den 1940er Jahren kam es zu Schäden an der mittleren Türe. Diese wurde nach maßgleichem Vorbild einer Marketerie rekonstruiert, die ursprünglich dem Zusammenhang des Versailler Schreibschrankes entstammte und sich jetzt im Bayerischen Nationalmuseums München befindet.[2][3] Die aktuelle Aufstellung erfolgte 1993 im Rahmen einer Zusammenarbeit zwischen dem Kurator Christian Witt-Döring und dem Künstler Donald Judd.[13]

- Der Versailler Schreibschrank wurde 25 Jahre nach Entstehung vollständig demontiert und veräußert.[11] Heute ist er uns durch Marketerien bekannt, die sich unter anderem im Bayerischen Nationalmuseum wiederfinden. So schmückten drei Tafeln des Aufsatzes mit der Huldigungsdarstellung im Zentrum in späterer Verbauung die Platte eines Tisches.[14][15]

- Der Berliner Schrank war seit 1793 im Schloss Berlin nachweisbar. Nach 1877 verzeichnen ihn die Inventare zunächst im Schloss Monbijou, ab 1930 in den Königskammern des Berliner Schlosses. Seit 1985 ist der Schrank Teil des Kunstgewerbemuseum der Staatlichen Museen zu Berlin.[5]

## Funktion und Aufbau

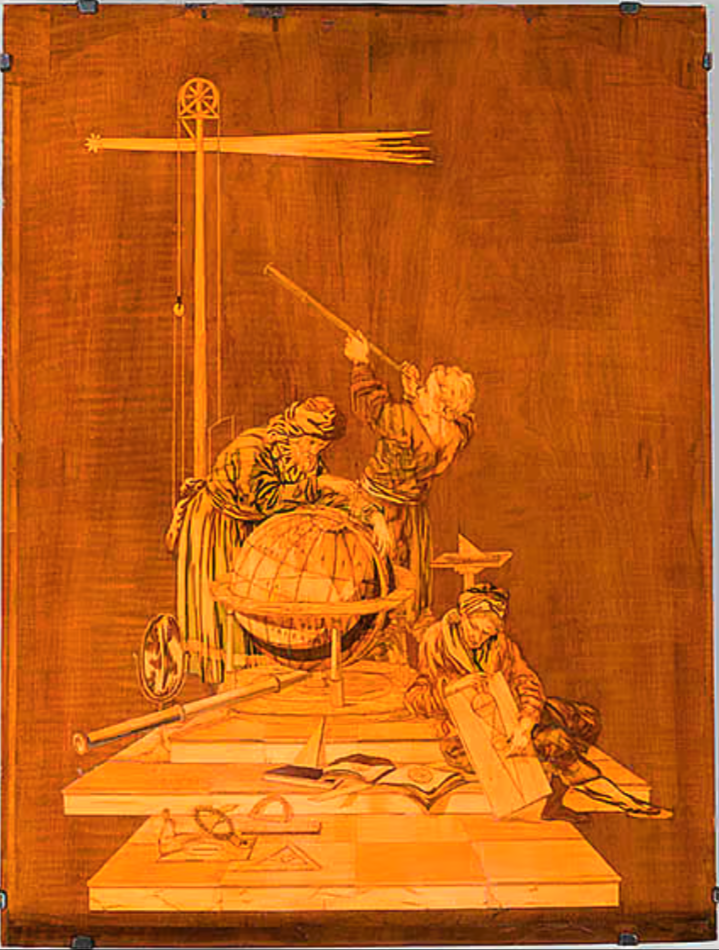
David Roentgen, Füllung einer Türe aus dem Versailler Schreibschrank für Ludwig XVI. König von Frankreich, 1778/1779, Bayerisches Nationalmuseum München. Diese wurde zum Vorbild für die heutige Mitteltüre im Obergeschoss des Wiener Kunstschrankes.

Dietrich Fabian bezeichnet die Schränke als multifunktionale Aufsatzschreibschrankkommoden. Lässt man die Stutzuhr als eigenes Geschoss gelten, so verbindet alle Varianten ein Aufbau in vier Geschossen.
- Ein dreiteiliger Korpus mit Schubladen bildet den unteren Kommodenschrankteil. Je drei Schubladen verbergen sich hinter den Türen, weitere Schwenkschubladen mit komplizierten Verschlüssen sind in den Fries eingelassen.
- Darüber ruht ein Schreibkasten mit vertikal und horizontal beweglichen Brief-, Münz- und Geldkabinetten, flankiert von je drei kleinen Schubladen für Schreibutensilien. Der Berliner Kunstschrank offenbart an dieser Stelle Drehzylinder mit besonders kunstvollen Marketerien, die Figuren aus der italienischen Komödie zeigen. Jede Form der Handhabung löst weitere Mechanismen aus, u. a. ist dem mittleren Teil ein versenkbares Wertsachenkästchen vorgelagert. Teils werden die Mechanismen vom Klang eines Glockenspielwerks begleitet. Dieses ist im Untergeschoss untergebracht und enthält 10 Glocken, Walze, Hämmer und Dämpfung. Unter automatischer Umschaltung spielt es sechs Melodien.
- Über dem Schreibkasten erhebt sich ein weiterer Aufsatz. Er birgt Schubladen, diverse Fächer und in der Mitte eine Art miniaturhaftes Spiegelkabinett. Einer der virtuosen Höhepunkte stellt das auf Schlüsselumdrehung reagierende, sich mittels Gleitschienen und Seilzügen selbsttätig nach vorne entfaltende Stehschreibpult dar.
- Gekrönt werden alle Schränke durch einen Stutzuhr- und Spielwerkaufsatz. Die Uhren verfügen über Achttage-Geh- und Schlagwerke, zeigen die Mondphasen an und verfügen über eine Melodienskala. Ursprünglich waren sie mit drei Messingwalzen ausgestattet. Je vier Melodien waren auf diesen eingespeichert. Sie wurden über den Zeiger der Uhr angewählt und dauerten eine Minute. Flöten-, Zimbal- und Glockenspielwerke lösten einander ab. Auf der abschließenden Zeltdachbekrönung thront über felsigem Grund des Parnass die vergoldete Figur eines Apollons mit Lyra in seiner Linken und verweist metaphorisch auf das musische Referenzfeld des Kunstschrankes.[11] Die Statuette wurde nach einem Entwurf von Louis-Simon Boizot (1743–1809), dem Leiter der Bildhauerwerkstatt der Manufaktur Sèvres hergestellt.[11]

Nach außen geben die Schränke ihre innere Einrichtung nicht zu erkennen. Vielmehr verbirgt sich diese hinter geschlossenen, mit sieben kunstvollen Mosaikeinlegearbeiten (Marketerien) versehenen, teils eingefärbten Holzoberflächen. In aufwändiger Politur wurden sie zum Glänzen gebracht. Darüber hinaus verstärken vergoldete Bronze- bzw. Messingbeschläge und Applikationen den Eindruck von Kostbarkeit.
Der Umgang mit den Kunstschränken forderte Kenntnisse, technisches Verständnis, sorgfältige Pflege und Wartungen. Nur so verwandelte sich das dekorative Möbelstück in ein hoch inszeniertes, audiovisuelles Ereignis. David Roentgen fertigte für seine Werke Beschreibungen an und betreute seine Erzeugnisse auch nach ihrer Auslieferung.

## Materialien
In der Neuwieder Manufaktur wurden vorwiegend einheimische Hölzer verwendet:
- Furniere: Riegelahorn, Maserahorn
- Marketerien: verschieden gefärbter Ahorn, Weißbuche, Rosenholz, Palisander, Nussbaum, Birnbaum, Apfelbaum, Maulbeere, Vogelahorn
- Innenflächen: Kubamahagoni
- Blindholz: massive Hölzer
- Innenbau: Eiche, Kiefer, Zeder, Kirsche

## Ikonographie der Marketerien

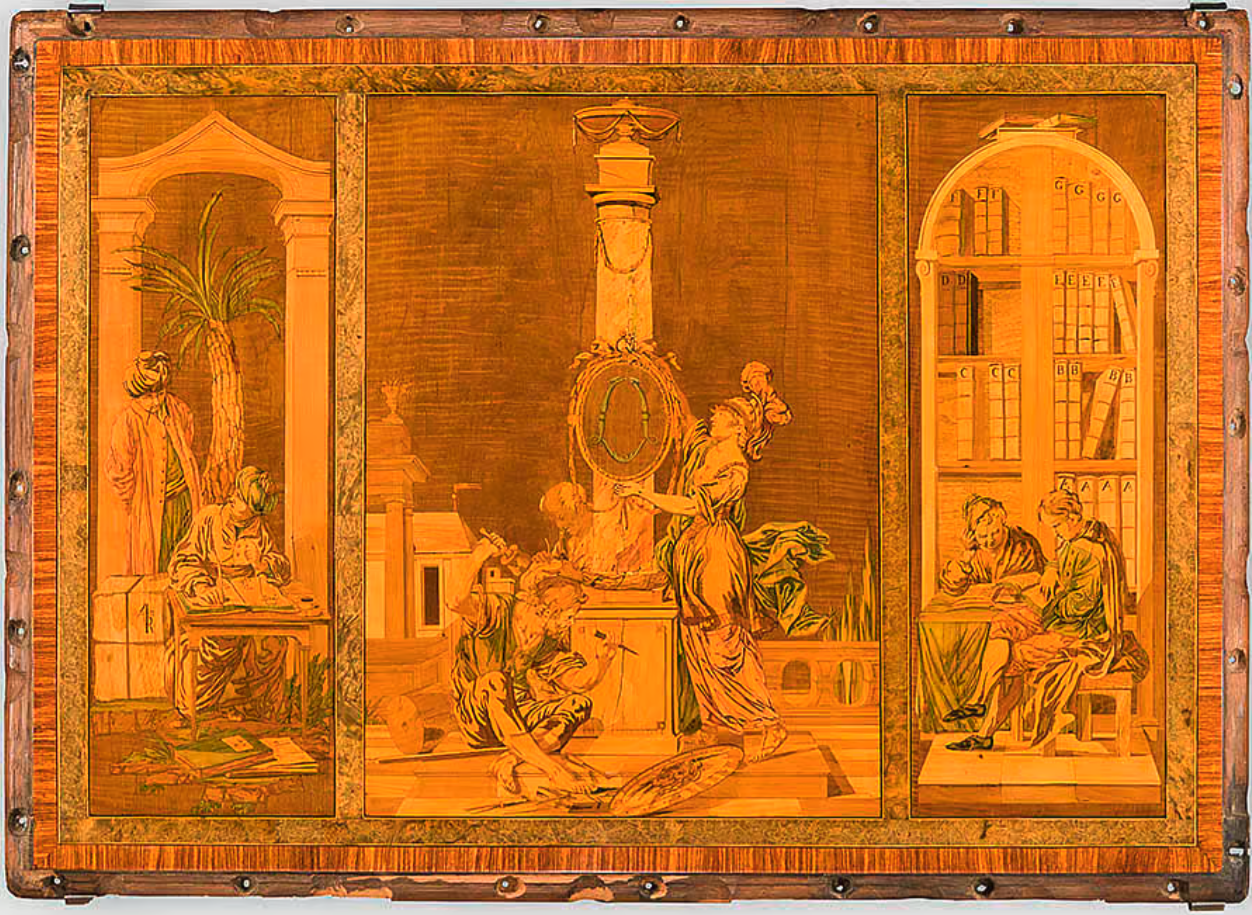
David Roentgen, erhaltene Marketerien der Aufsatztüren des Versailler Schreibschrankes, in neuer Verbauung einer Tischplatte, Bayerisches Nationalmuseum München. Auf der mittleren Marketerie war ehemals das Bildnis Marie Antoinettes zu sehen. Im Zuge der Revolution wurde es durch ein doppelt geschlungenes L ausgewechselt.

Eine siebenteilige Bilderfolge aus Marketerien überzieht die Schauseiten der Schränke. Drei hochrechteckige Bilder zieren das untere Kommodengeschoss, ein quergelagertes Bildfeld mit dem Motiv einer musizierenden Gesellschaft verkleidet das Zentrum des Schrankes, den Schreibkasten. Im Bereich des oberen Aufsatzes folgen drei weitere hochrechteckige Bildfelder. Die Darstellungen wiederholen sich auf den Kunstschränken und finden sich auch auf weiteren Möbeln aus der Werkstatt Roentgens. Sie variieren ein festes motivisches Repertoire, das sich an Entwürfen von Januarius Zick orientiert. In freier Weise wird in den figürlichen Szenen auf Tätigkeiten der bildende Künste (Malerei, Bildhauerei, Architektur), wie der sieben freien Künste (Arithmetik, Geometrie, Kosmologie, Musik, Grammatik, Rhetorik und Dialektik) als Grundlage zivilisatorischer Leistung angespielt. Ursula Weber-Woelk fasst das Programm der Marketerien als Darstellung von Künsten, Wissenschaften und Handel zusammen.

## „Personalisierung“ der Schränke

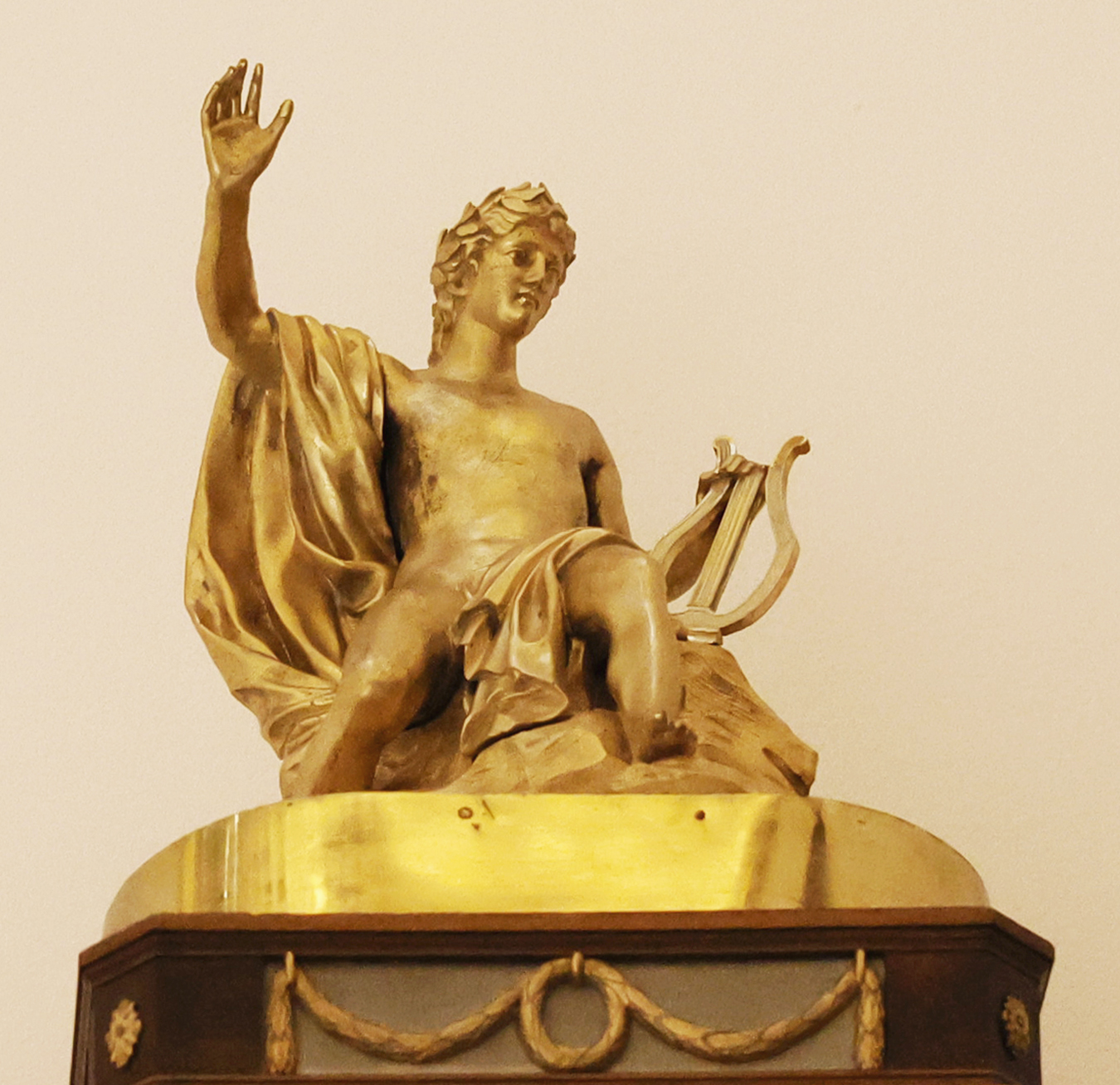
Apollon als Musenführer mit Lyra. Vergoldete Bronze-Statuette nach einem Entwurf Louis-Simon Boizots, dem Leiter der Bildhauerwerkstatt der Manufaktur Sèvres.

Die Schränke wurden in Abmessungen, Ausstattungen und Ikonographie an ihr jeweiliges Ambiente angepasst. Der Wiener Kunstschrank (1776), der im privaten Schreibzimmer des Brüsseler Gouverneurs Aufstellung gefunden hatte, besitzt die folgenden Maße: 320 cm (Höhe), 112 cm (Breite), 83 cm (Tiefe). Ein Widmungsporträt enthielt er nicht. Der Versailler Schrank (1779), der in dem privaten Esszimmer des französischen Königspaares stand, übertraf alle Schrankausführungen der Serie an Höhe und Breite: 378 cm (Höhe), 165 cm (Breite), 81 cm (Tiefe). Marie Antoinette ließ nach Lieferung ihr Porträt im oberen Aufsatz des Schrankes einsetzen: Die Marketerie zeigte jetzt einen Bildhauer, der im Begriffe ist, den Namen der Königin in den Sockel einer Säule zu meißeln. An dieser bringt Athena das Porträt der Königin an. Der letzte in der Reihe ist der Berliner Kunstschrank, der sich durch die kostbaren Drehzylinder mit den Commedia dell’Arte-Figuren auszeichnet. Er fiel etwas niedriger aus: 359 cm (Höhe), 152 cm (Breite), 88 cm (Tiefe). Als sein Besitzer 1786 den Königsthron bestieg, wurden die Marketerien auf den Türen des Aufsatzteiles ebenfalls ausgetauscht: Anstelle von Geographie und Astronomie trat nun auch hier eine Apotheose des Souveräns: Die neue Darstellung zeigt, wie Athena, vergleichbar mit dem Versailler Schrank, eine Säule mit dem Bildnis des Königs schmückt. Gleichzeitig wurde die untere rechte Türe ausgetauscht. War dort vormals, wie in Wien, die Bildhauerei zu sehen, so wurde nun die nicht mehr gewünschte Mitteltüre mit den Motiven Geographie und Astronomie aus dem Aufsatz eingefügt.